# Tranvia di Brest
La tranvia di Brest è una linea tranviaria in sede propria che serve la comunità urbana di Brest (oggi, 2014, Brest métropole océane) in Francia.

## Storia
La proposta di una nuova tranvia a servizio della comunità urbana di Brest venne lanciata a partire dal 1984, dal politico francese e due volte sindaco Georges Lombard ma venne bocciata da un referendum consultivo organizzato nel 1990. Un decennio dopo ebbe migliore accoglienza il progetto di François Cuillandre inserito nel suo programma elettorale a sindaco della città nel 2001. Il 18 dicembre 2004, con 52 voti a favore e 29 contrari, il consiglio comunitario di Brest Métropole Océane (che raggruppa i comuni di Brest, Bohars, Guilers, Gouesnou, Guipavas, Plougastel-Daoulas, Plouzané e Le Relecq-Kerhuon) approvò la costruzione di una tranvia in sede propria gestita in comune.
I lavori ebbero inizio il 6 luglio 2009, la costruzione della piattaforma nel marzo 2010; la messa in esercizio avvenne il 23 giugno 2012.
I rotabili per la linea furono forniti da Alstom.